# Enicospilus betanimenus
Enicospilus betanimenus är en stekelart som först beskrevs av Henri Saussure 1892.  Enicospilus betanimenus ingår i släktet Enicospilus och familjen brokparasitsteklar. Inga underarter finns listade i Catalogue of Life.